# Euglena
Euglena, klejnotka (Euglena Ehr. 1830) – rodzaj jednokomórkowych euglenin z rodziny Euglenaceae. Gatunkiem typowym jest euglena zielona (E. viridis). W dawnych systemach taksonomicznych uwzględniających jedynie podział na rośliny i zwierzęta wraz z innymi przedstawicielami tej grupy umieszczana w obu tych królestwach jako glon lub pierwotniak.

## Charakterystyka
Kształt komórki wrzecionowaty, czasem nieco spłaszczony. Długość ciała 20–500 μm. Chloroplasty o różnej liczbie i kształcie. Oprócz chlorofilu a i b zawierają karoten, astaksantynę, anteraksantynę, diadinoksantynę i neoksantynę. Pirenoidy o różnym kształcie, nie zawsze obecne. Peryplast (pellikula) helikalnie otaczający komórkę z brodawkami wydzielającymi śluz okrywający ciało. Z wiekiem pojawiają się brązowe plamy lipidowe. Większość gatunków zdolna do metabolii. Podobnie jak inni przedstawiciele rodziny Euglenaceae ma jedną wić znacznie dłuższą od drugiej, niewychodzącej z gardzieli. Nić lokomotoryczna grubsza i pokryta rzędem mastygonem. Plamka oczna pomarańczowoczerwona. Wszystkie gatunki są fototaktyczne. Niezdolna do fagocytozy. Zdolna do fotosyntezy, a niektóre gatunki również do saprotrofii. Odżywia się auksotroficznie. W ciemności chloroplasty mogą blaknąć i odwracalnie przekształcać się w proplastydy. Substancją zapasową jest paramylon. Podczas mitozy mikrotubule znajdują się wyłącznie w nukleoplazmie. Kinetochory drobne. Niektóre gatunki zdolne do tworzenia form palmelloidalnych lub cyst. Gatunki z rodzaju Euglena występują na całym świecie, głównie w drobnych zbiornikach słodkowodnych. Znosząc dość duże zanieczyszczenie materią organiczną (są wskaźnikami mezo- lub polisaprobowości), mogą  występować na siedliskach synantropijnych, jak rowy, kałuże czy stawy, a także w wodach dystroficznych, w tym polihumusowych, wykazując właściwości acydofilne. Występują też w wodach słonawych, natomiast w morzach są rzadkie (np. E. carterae). Czasem dają zakwity: zielone (E. viridis) lub czerwone Euglena sanguinea, a także zmieniające barwę w zależności od warunków, na skutek przemieszczania się hematochromu. Jednym z częściej badanych gatunków jest Euglena gracilis. Zakwity niektórych szczepów Euglena sanguinea mogą być toksyczne.

## Systematyka
Rodzaj Euglena bywa w różnych systemach dzielony na kilka podrodzajów i sto kilkadziesiąt-kilkaset gatunków. W miarę rozwoju algologii, z rodzaju tego wydzielano kolejne rodzaje: np. Phacus, Lepocinclis, Astasia i Khawkinea. Dwa ostatnie rodzaje nie mają chloroplastów. Algolodzy często podkreślają ich podobieństwo do euglen pozbawionych chlorofilu w wyniku hodowli w ciemności, podania antybiotyków i innych zabiegów. Astasia nie ma plamki ocznej, chloroplastów, a Khawkinea nie ma chloroplastów, jednak pozostałe cechy są bardzo zbliżone, a u Astasia odkryto liczne geny odpowiedzialne za funkcjonowanie chloroplastów homologiczne z genami eugleny, co dowodzi, że jej przodkowie utracili chloroplasty. Część naukowców uważa, że różnice te wystarczają do utrzymywania odrębności tych trzech rodzajów. Inni systematycy na podstawie badań molekularnych proponują natomiast przebudowę systemu taksonomicznego euglenin. Według jednej z propozycji, aby uniknąć polifiletyzmu kilku rodzajów z rodziny Euglenaceae, należy do rodzaju Euglena ponownie włączyć rodzaje Phacus, Lepocinclis, Astasia i Khawkinea (przy czym szczegóły wymagałyby dalszych badań). Innym rozwiązaniem jest likwidacja rodzajów Astasia i Khawkinea, ale pozostawienie kilku innych monofiletycznych rodzajów o zmienionym składzie gatunkowym. W tej wersji rodzaj Euglena (zapisywany wówczas jako Euglena Ehr. 1830, Pogg. Ann. Physik Chem. 94, pp. 507, 508 emend. Marin et Melkonian) obejmuje m.in. nowo zdefiniowany gatunek Euglena longa (Pringsheim) Marin et Melkonian, comb. nov., który odpowiada gatunkowi Astasia longa Pringsheim 1936. Z kolei kilka gatunków dotychczas zaliczanych do rodzaju Euglena zostało przeniesione do rodzaju Lepocinclis – Euglena spirogyra Ehr. 1830 jako Lepocinclis spirogyroides Marin et Melkonian nom. nov., Euglena oxyuris Schmarda 1846 i Euglena charkowiensis Swirenko 1913 jako Lepocinclis oxyuris (Schmarda) Marin et Melkonian, comb. nov., Euglena acus (O. F. Müller) Ehr. 1832, Euglena acutissima Lemm. 1904 i Euglena lata Swirenko 1915 jako Lepocinclis acus (O. F. Müller) Marin et Melkonian, comb. nov., Euglena tripteris (Dujardin) Klebs 1883, Euglena torta Stokes 1885, Euglena pseudospiroides Swirenko 1915, Euglena fronsundulata Johnson 1944 i Euglena trisulcata Johnson 1944 jako Lepocinclis tripteris (Dujardin) Marin et Melkonian, comb. nov., Euglena platydesma Skuja 1948 jako Lepocinclis platydesma (Skuja) Marin et Melkonian, comb. nov. Ze względu na dużą odrębność linii ewolucyjnej, do rangi gatunku podniesiono Euglena carterae (Pringsheim) Marin et Melkonian, comb. nov., która dotąd była uważana za odmianę gatunku Euglena deses. Z kolei badania molekularne z końca pierwszej dekady XXI w. wskazały, że z rodzaju Euglena należy wyłączyć kilka gatunków, jako rodzaj Euglenaria.

## Zastosowanie
Euglena gracilis w postaci suszonej jako tzw. nowa żywność została w 2020 roku zaakceptowana na terenie Unii Europejskiej. Może być stosowana w suplementach diety, preparatach zastępujących dietę w celu kontroli masy ciała. Nadaje się do spożycia w takich produktach spożywczych jak: płatki śniadaniowe, granola, jogurty, w różnego typu napojach.